# Gologanu
Gologanu è un comune della Romania di 3 373 abitanti, ubicato nel distretto di Vrancea, nella regione storica della Moldavia. 
Gologanu è divenuto comune autonomo nel 2004, staccandosi dal comune di Milcovul.